# Dale Evans
Dale Evans Rogers, född Frances Octavia Smith, född 31 oktober 1912, död 7 februari 2001, var en amerikansk skådespelerska, sångerska och låtskrivare. Hon var tredje frun till Roy Rogers.

## Biografi
Evans föddes som Frances Octavia Smith den 31 oktober 1912 i Uvalde, Texas, till Bettie Sue Wood och T. Hillman Smith. Vid 14 års ålder flydde hon med och gifte sig med Thomas F. Fox, med vilken hon fick en son, Thomas F. Fox Jr., när hon var 15 år. Ett år senare övergavs hon av sin man, och flyttade till Memphis, Tennessee och satsade på en karriär inom musik. Hon fick jobb på lokala radiostationer (WMC och WREC), sjöng och spelade piano. Hon skilde sig 1929 och tog namnet Dale Evans då hon arbetade på radiostationen WHAS i början av 1930-talet. Stationschefen föreslog det eftersom han trodde att hon kunde främja sin sångkarriär med ett kort behagligt klingande namn som programledare och discjockeys lätt kunde uttala.
Efter att ha börjat sin sångkarriär på radiostationen, hade Evans även en produktiv karriär som jazz-, swing- och storbandssångare som ledde till provfilmning och kontrakt med 20th Century Fox.
Under denna period gick Evans igenom ytterligare två misslyckade äktenskap, först med August Wayne Johns från 1929 till 1935; sedan med ackompanjatören och arrangören Robert Dale Butts från 1937 till 1946.
Evans gifte sig med Roy Rogers på nyårsafton 1947. Äktenskapet var Rogers tredje och Evans fjärde men äktenskapet varade fram till Rogers död 1998. Tillsammans fick de ett barn, Robin Elizabeth, som dog av komplikationer av Downs syndrom strax före sin andra födelsedag. Hennes liv inspirerade Evans att skriva boken Angel Unaware. Evans och Rogers adopterade fyra andra barn: Mimi, Dodie, Sandy och Debbie.
Från 1951 till 1957 hade Evans och Rogers huvudrollerna i den mycket framgångsrika tv-serien The Roy Rogers Show, där de hade roller som cowboy och cowgirl, då med hennes häst Buttermilk.

### Död
Evans dog av kronisk hjärtsvikt den 7 februari 2001, vid 88 års ålder, i Apple Valley i Kalifornien. Hon är begravd i Sunset Hills Memorial Park i Apple Valley, bredvid Rogers.